# 葵涌商場

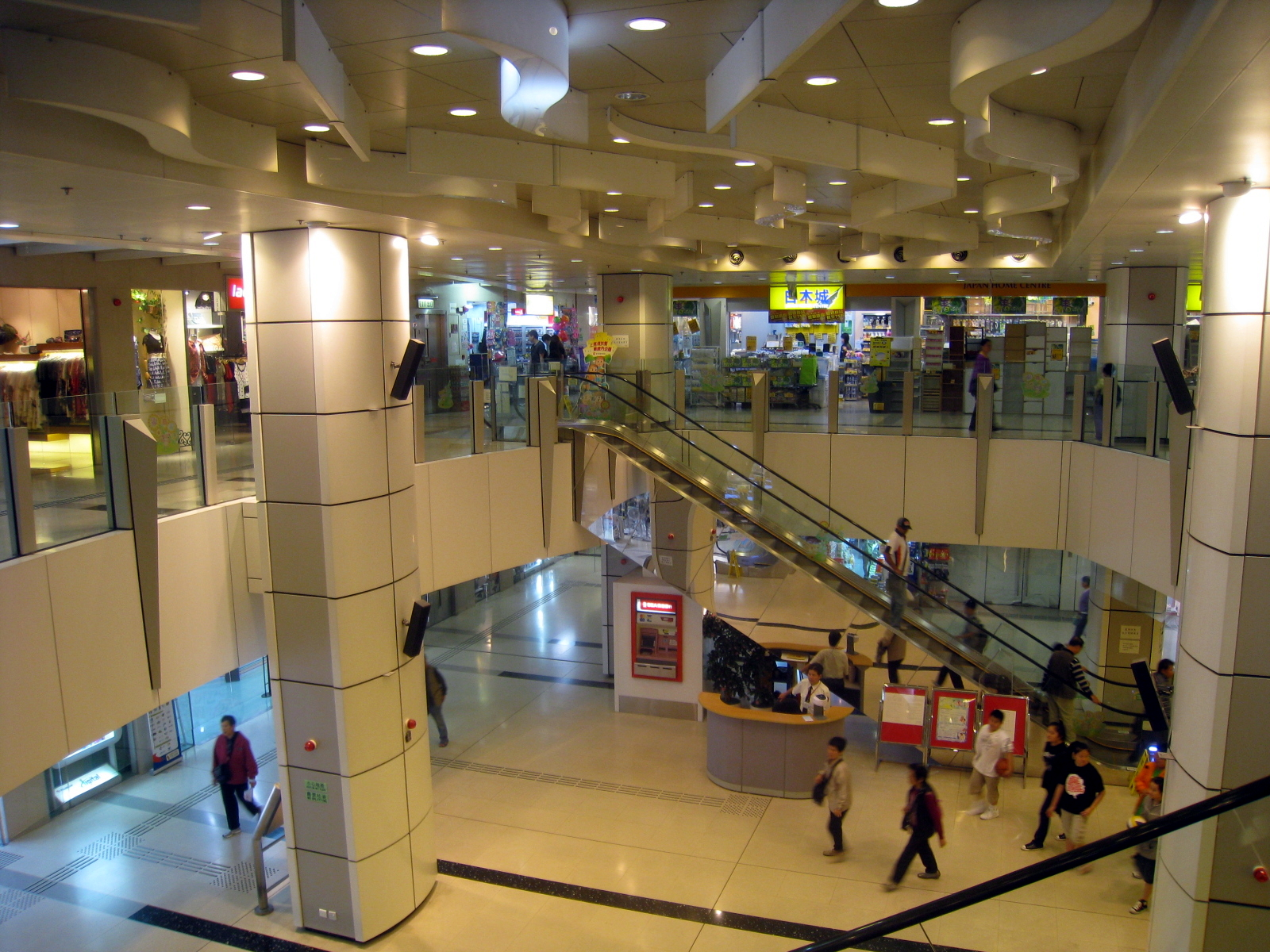
葵涌邨商場中庭

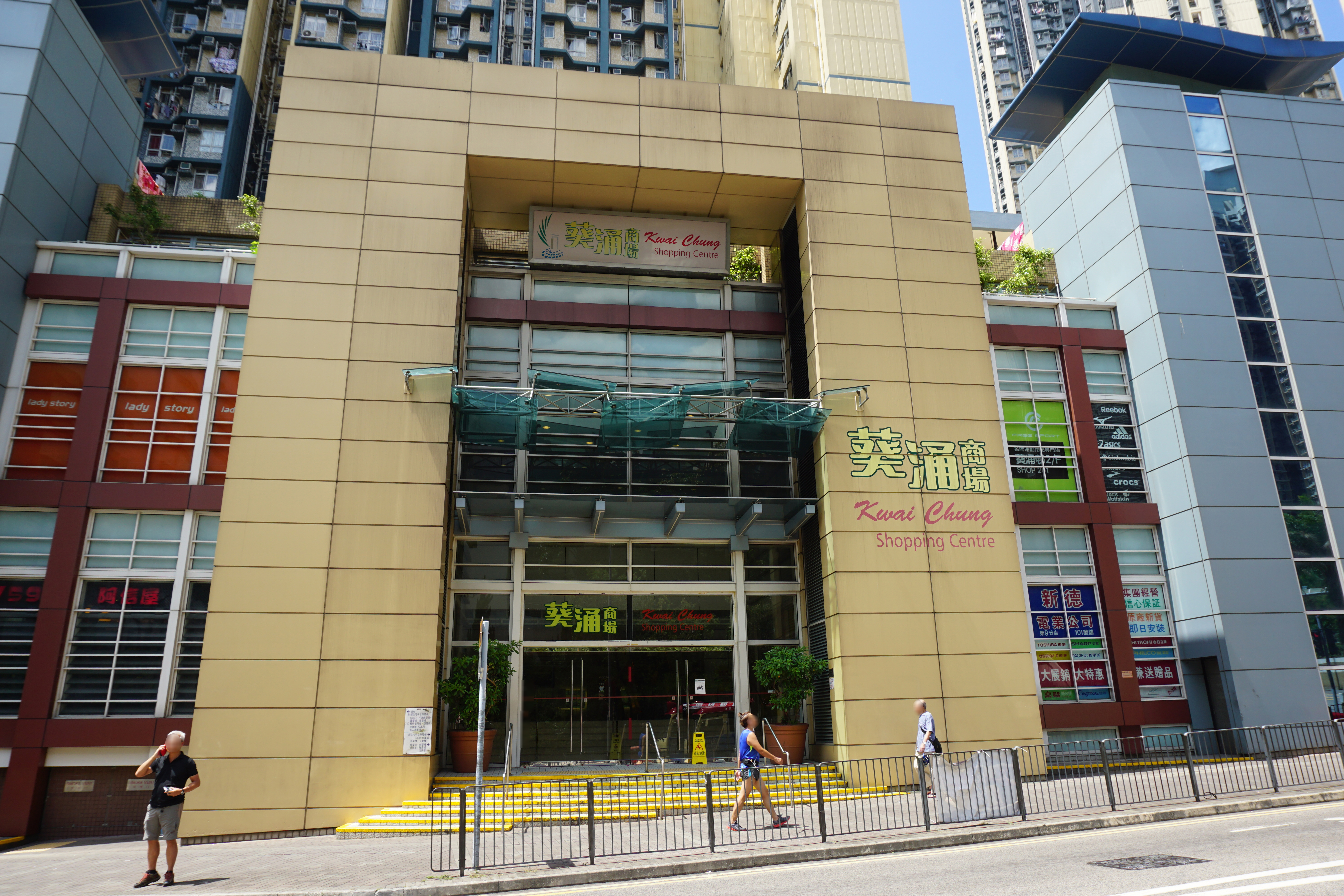
葵涌邨商場入口

葵涌邨商場（英語：Kwai Chung Shopping Centre），是其中一個香港購物商場，亦是葵涌邨之附屬商場，由香港房屋委員會發展，2005年中落成。現由新昌管理服務有限公司管理。
商場設有港鐵特惠站，提供大窩口站$2乘車折扣優惠。

## 商店
商場設有街市，亦有超級市場、麵包餅店、診所、洗衣店等商舖，亦開設多間不同種類的食肆，以滿足居民各種需要。
現有主要商戶：
- 惠康鮮級市場 Welcome Fresh
- 萬寧
- 759阿信屋
- 日本城
- 綠盈坊有機店
- 八方社電訊
- 大家樂
- 一粥麵
- 椰林閣餐廳
- 四季餐廳
- 波仔
- 阿波羅美極屋
- 茶皇殿/圓香

## 相片集

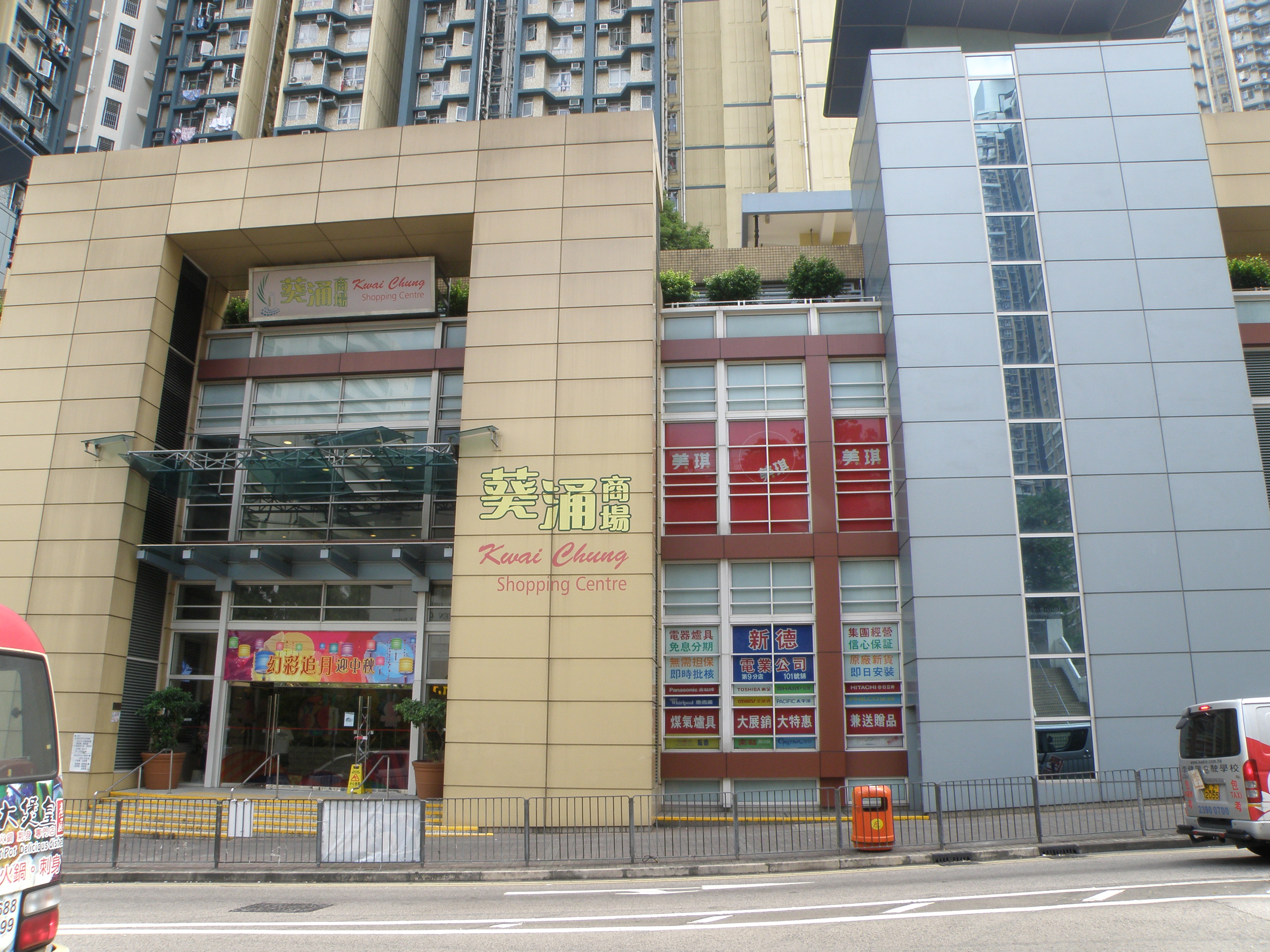
葵涌商場入口（2014年）
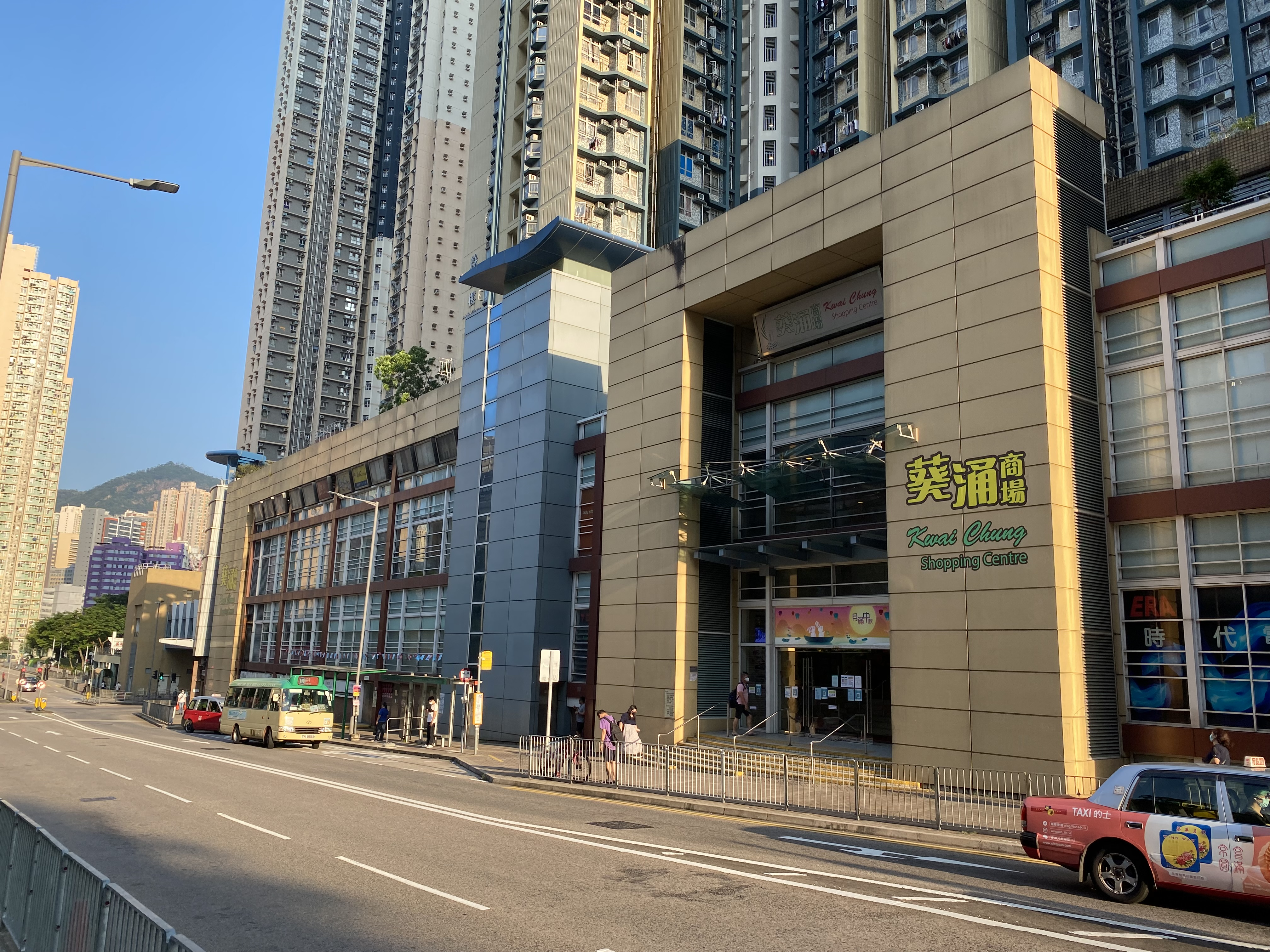
另一角度的葵涌商場入口
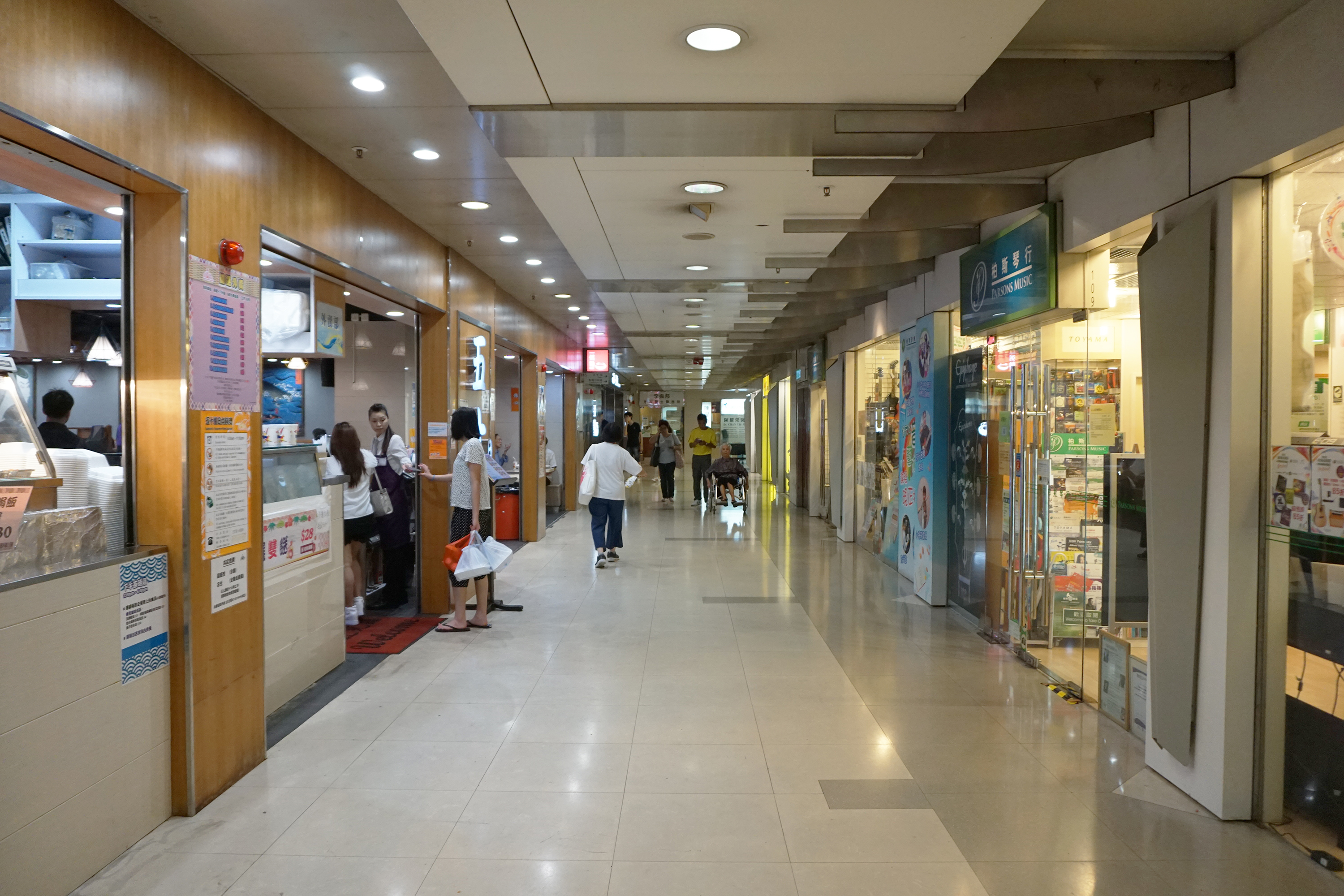
葵涌商場1樓東面
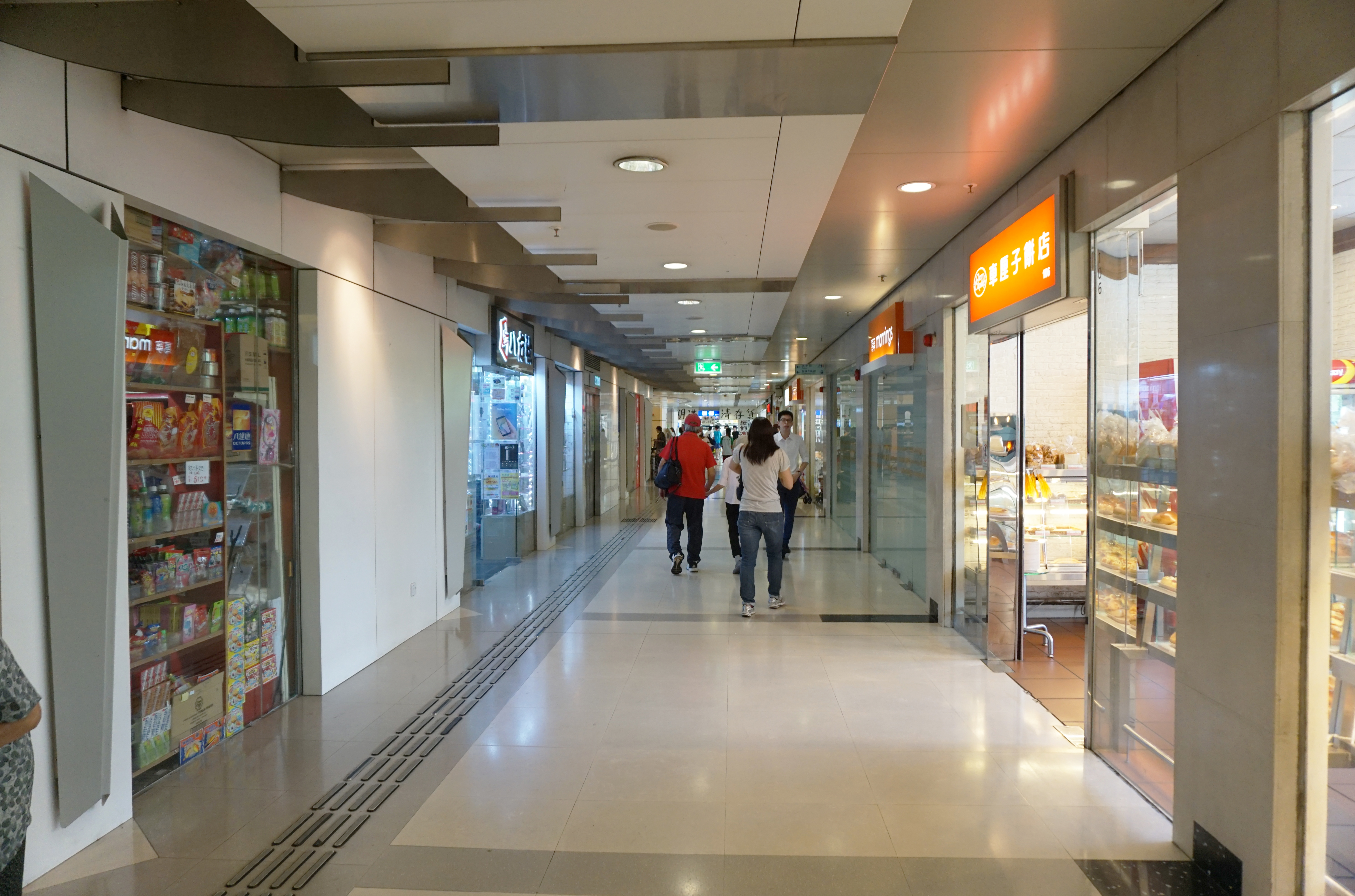
葵涌商場1樓北面
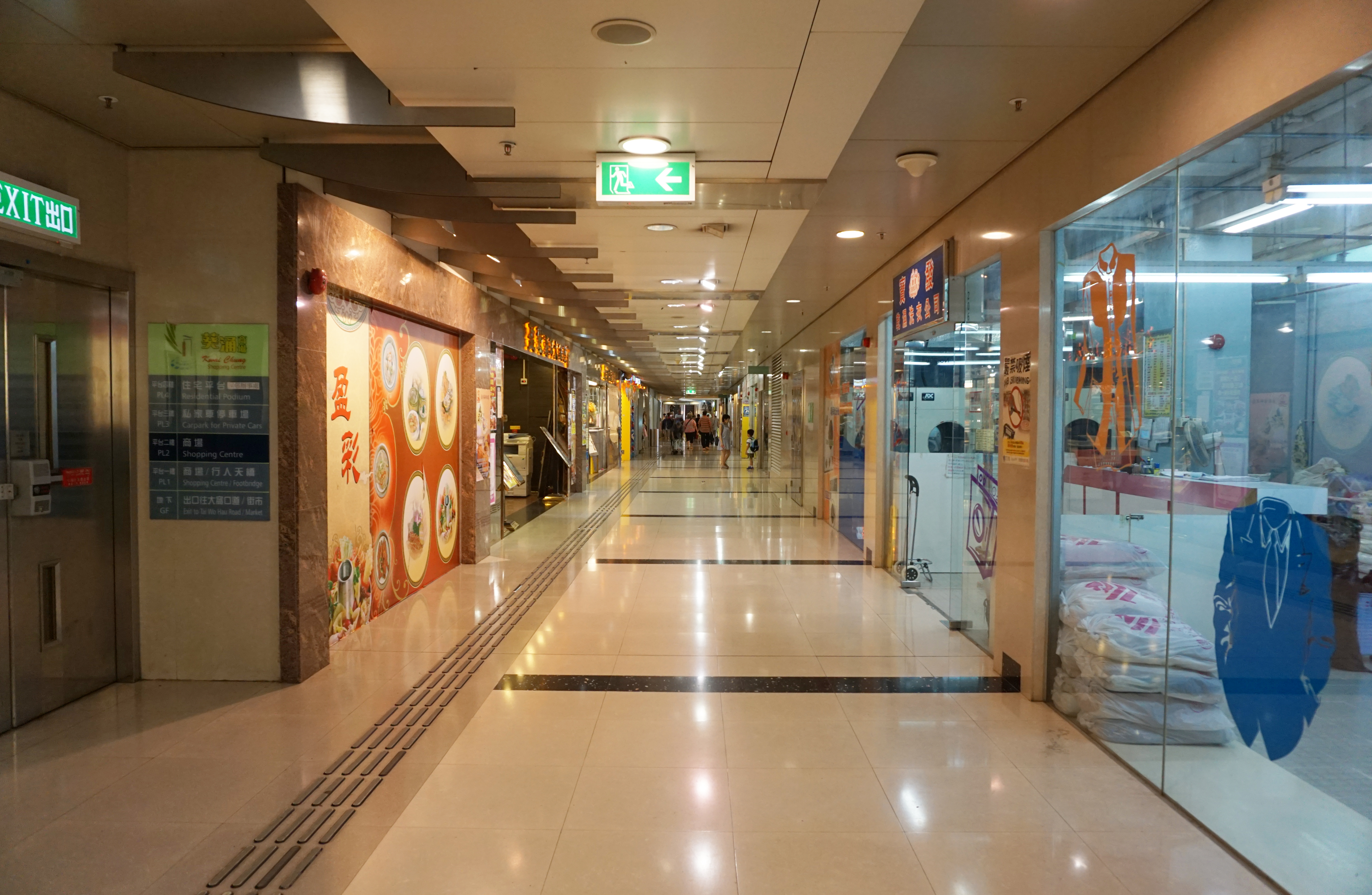
葵涌商場2樓
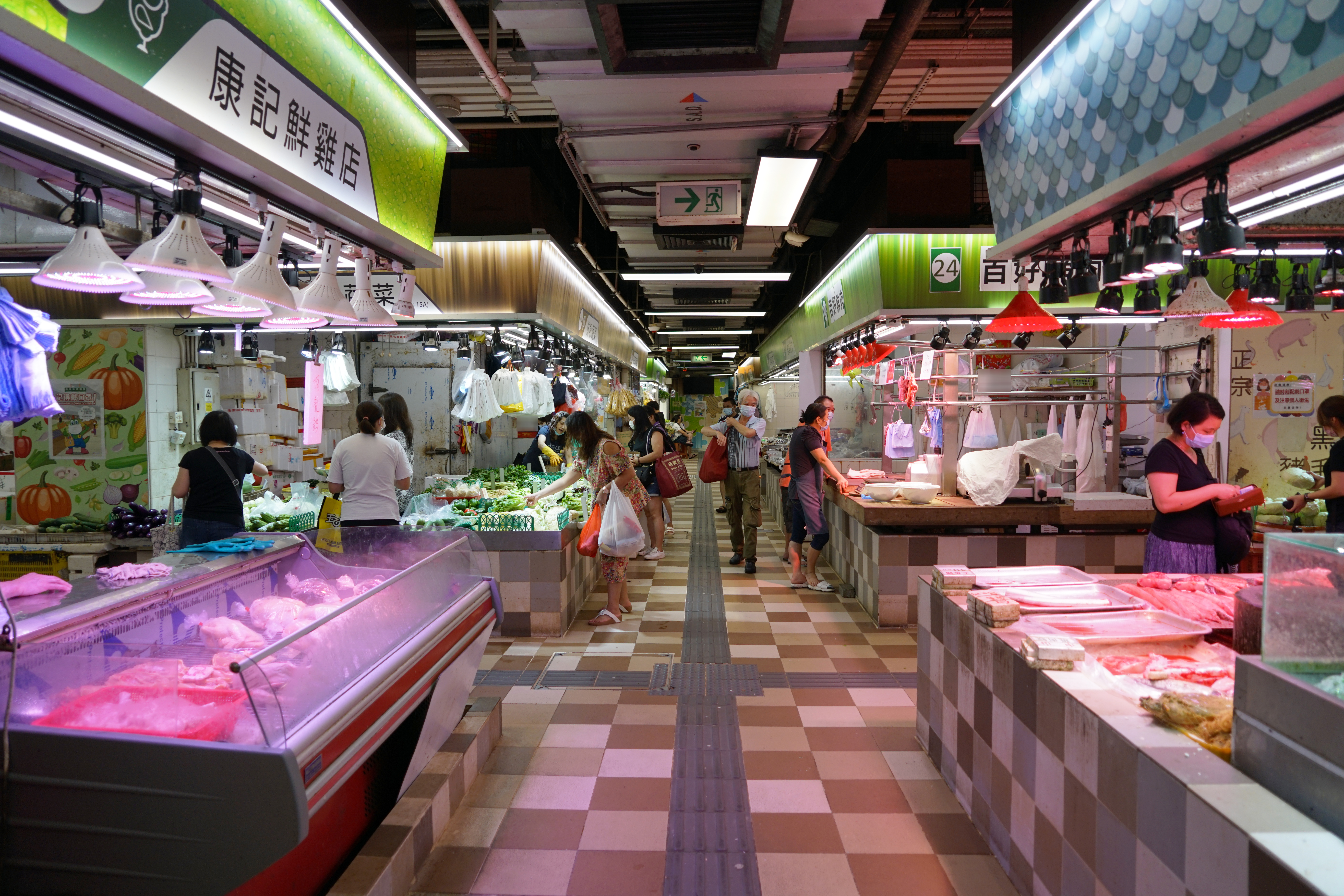
翻新後的葵涌街市
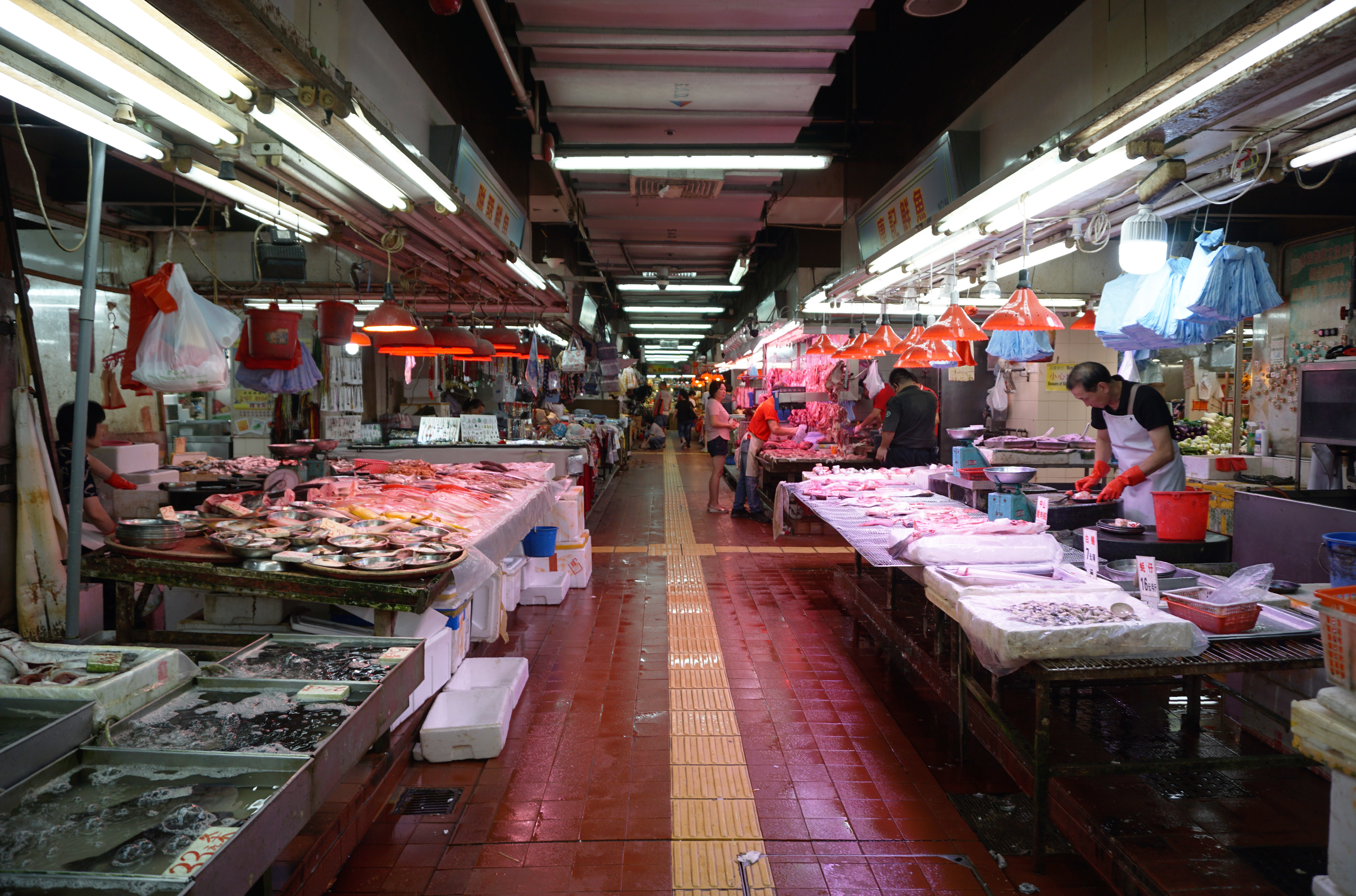
翻新前的葵涌街市魚檔、飾物店及肉檔
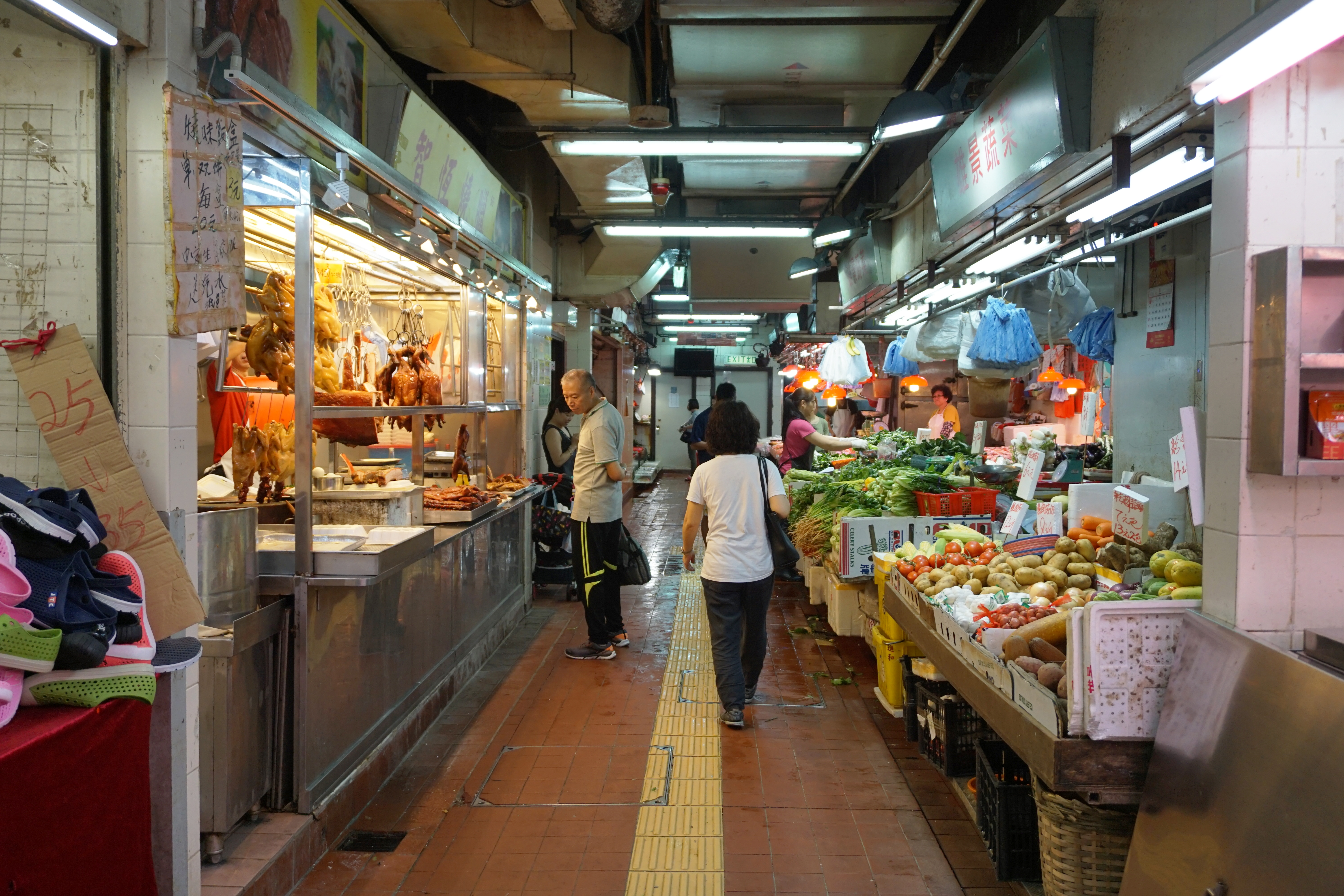
翻新前的葵涌街市燒味及菜檔

## 交通
葵涌商場旁（近街市入口外）設有葵涌邨公共交通交匯處，而鄰近的上角街、大窩口道、禾塘咀街亦有多綫巴士、小巴途經。

## 外部連結
1. ↑  香港房屋委員會. .   [2022-02-06]. （原始内容存档于2020-12-04）.